# ПЛІС

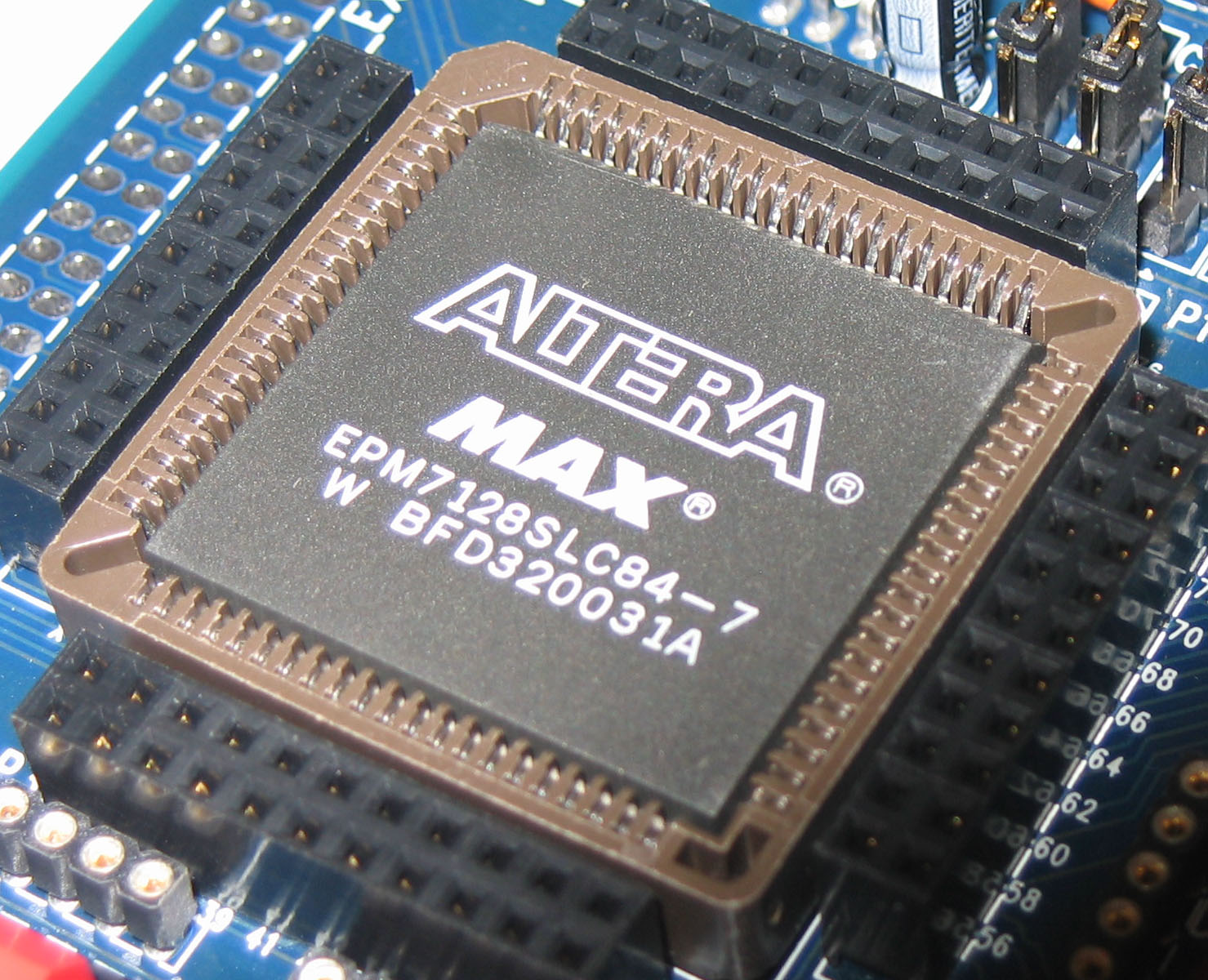
CPLD ПЛІС Altera MAX 7128, еквівалентна 2500 вентилям

Програмована логічна інтегральна схема, ПЛІС (англ. programmable logic device, PLD) — електронний компонент, який використовують для створення цифрових інтегральних схем.
На відміну від звичайних цифрових мікросхем, логіку роботи ПЛІС не визначають при виготовленні, а задають за допомогою програмування. Для цього служать програматори і налагоджувальні середовища, що дозволяють задати бажану структуру цифрового пристрою у вигляді принципової електричної схеми або програми спеціальними мовами опису апаратури (Verilog, VHDL, AHDL та інші).
Альтернативою ПЛІС є:
- програмований логічний контролер,
- базові матричні кристали, що вимагають заводського виробничого процесу для програмування,
- ASIC — спеціалізовані замовні ВІС (великі інтегральні схеми), які при малосерійному та одиничному виробництві істотно дорожчі,
- спеціалізовані комп'ютери, процесори (наприклад, цифровий сигнальний процесор),
- мікроконтролери, які через програмний спосіб реалізації алгоритмів повільніші, ніж ПЛІС.

Деякі виробники ПЛІС пропонують програмні процесори, які можуть бути модифіковані під конкретне завдання, а потім вбудовані в ПЛІС. Тим самим забезпечується зменшення використання місця на друкованій платі і спрощення проектування самої ПЛІС.

## Типи ПЛІС

### Ранні ПЛІС
У 1970 Компанія Texas Instruments (TI) розробила маскові (програмовані за допомогою маски, англ. Mask-programmable) ІС, засновані на асоціативній пам'яті лише для читання (англ. read-only associative memory, ROAM) фірми IBM. Ця мікросхема, TMS2000, програмувалася чергуванням металевих шарів в процесі виробництва ІС. TMS2000 мала до 17 входів і 18 виходів з 8 JK-тригерами як пам'ять. Для цих пристроїв компанія TI ввела термін Programmable Logic Array (PLA) — програмована логічна матриця.

### PAL
PAL (англ. Programmable Array Logic — програмовані матриці логіки) — це найпростіші ПЛІС, що використовуються для імплементації логічних функцій в цифрові кола. Введена корпорацією Monolithic Memories в 1978 році.

### GAL
GAL (англ. generic array logic) — це ПЛІС, що мають програмовану матрицю «І» і фіксовану матрицю «АБО».

### CPLD
CPLD (англ. complex programmable logic device — складні програмовані логічні пристрої) містять відносно великі програмовані логічні блоки — макрокомірки (англ. macrocells), з'єднані з зовнішніми виводами і внутрішніми шинами. Функціональність CPLD кодується в енергонезалежній пам'яті, тому немає необхідності їх перепрограмовувати при ввімкненні. Може застосовуватися поряд з великими кристалами для розширення числа входів/виходів, для попередньої обробки сигналів або підтримки інтерфейсів (наприклад, контролер COM-порту, USB, VGA).

### FPGA
FPGA (англ. field-programmable gate array) містять блоки множення-накопичення (англ. multiply-accumulate, MAC), які широко застосовуються при цифровій обробці сигналів (DSP), а також логічні елементи (як правило на базі таблиць перекодування — таблиць істинності) та блоки їх комутації. FPGA зазвичай використовуються для обробки сигналів, мають більше логічних елементів і гнучкішу архітектуру, ніж CPLD. Програма для FPGA зберігається в розподіленій пам'яті, яка може бути виконана як на основі енергозалежних осередків статичного ОЗП (подібні мікросхеми виробляють, наприклад, фірми Xilinx і Altera) — у цьому випадку програма не зберігається при зникненні електроживлення мікросхеми, так і на основі енергонезалежних комірок Flash-пам'яті або перемичок antifuse (такі мікросхеми виробляють фірми Microsemi й Lattice Semiconductor) — в цих випадках програма зберігається при зникненні електроживлення. Якщо програма зберігається в енергозалежній пам'яті, то при кожному ввімкненні живлення мікросхеми її необхідно заново конфігурувати за допомогою початкового завантажувача, який може бути вбудовано і в саму FPGA. Альтернативою ПЛІС FPGA є повільніші цифрові процесори обробки сигналів. FPGA застосовуються також, як прискорювачі універсальних процесорів в суперкомп'ютерах (наприклад: Cray — XD1, SGI — Проект RASC).

## Етапи проектування
- Розробка схеми електричної принципової або програми спеціальними мовами опису апаратури: Verilog, VHDL, AHDL та ін;
- Логічний синтез за допомогою програм-синтезаторів (отримання списку електричних з'єднань (у вигляді тексту) з абстрактної моделі, записаної мовою опису апаратури);
- Проектування друкованої плати пристрою за допомогою системи автоматизованого проектування (САПР) друкованих плат (Altium Designer, gEDA, KiCad, P-CAD та ін.) на якій розміщується мікросхема ПЛІС та інші електронні компоненти (резистори, конденсатори, генератори, АЦП, роз'єми і т. д.);
- Створення файлу конфігурації ПЛІС;
- Завантаження файлу в мікросхему ПЛІС або окрему мікросхему пам'яті конфігурації, після завантаження конфігурації мікросхема ПЛІС отримує задану функціональність.

## Огляд родин ПЛІС основних виробників
ПЛІС широко використовується для побудови різних за складністю і можливостям цифрових пристроїв. Розширення сфери застосування ПЛІС визначається зростаючим попитом на пристрої з швидкою перебудовою виконуваних функцій, скороченням проектно-технологічного цикла нових або модифікованих виробів, наявністю режимів зміни внутрішньої структури в реальному часі, підвищенням швидкодії, зниженням споживаної потужності, розробкою оптимізованих поєднань з мікропроцесорами і сигнальними процесорами (DSP), а також зниженням цін на ці пристрої.
За принципом формування необхідної структури цільового цифрового пристрою ПЛІС відносять до двох груп. CPLD (Complex Programmable Logic Device) — комплексні програмовані логічні пристрої, енергонезалежні і з деяким обмеженням допустимого числа перезапису вмісту. FPGA (Field Programmable Gate Array) — програмовані користувачем вентильні матриці, що не мають обмежень по числу перезаписів. У цифровій обробці сигналів (ЦОС) ПЛІС в порівнянні з DSP мають такі переваги, як можливість організації паралельної обробки даних, масштабування смуги пропускання, розширюваність пристрою.
Xilinx, Altera, Actel, Atmel, Lattice Semiconductor, Cypress Semiconductor та інші компанії активно створюють ПЛІС, що відрізняються наявністю нових функцій і сприяють подальшому розширенню сфери їх застосування. За результатами діяльності у 2003 році компанії Xilinx, Altera і Actel стали основними розробниками ідеології застосування ПЛІС.

### Xilinx
Компанія Xilinx заснована в 1984 році. Xilinx при виготовленні ПЛІС використовує технології на основі статичного ОЗП (FPGA серій ХС 4000, XC 3000, XC 5200, Spartan, Virtex), Flash-пам'яті (CPLD XC 9500) і електрично програмованої постійної пам'яті (CPLD серії CoolRunner). Компанія Xilinx — творець ПЛІС FPGA. В наш час[коли?] популярними сімействами є Virtex-II, Virtex-II Pro, Spartan-IIE і Spartan-3. FPGA серій Virtex і Spartan крім елементів логіки, що реалізують оперативну пам'ять, не займає LC; швидкодійні модулі загального призначення; елементи реалізації стандартів входів виходів. Компанія Xilinx в 2002 році, використовуючи ядра RISC-процесорів IBM PowerPC і ПЛІС Virtex-II Pro, розширила сферу використання ПЛІС. Ядро містить: 5-ступінчастий конвеєр обробки даних; пристрій апаратного множення і ділення, тридцять два 32-розрядних регістра загального призначення; двонаправлений модульно-асоціативний кеш команд і кеш даних (по 16 кбайт); пристрій керування пам'яттю. Споживана потужність ядра — 0,9 мВт/МГц. Компанія Xilinx для виготовлення спеціалізованих FPGA в 2003 році приступила до використання модульної архітектури ASMBL (Application Specific Modular Block). Архітектура ASMBL випробувана на серії Virtex, виготовленої за технологією 90 нм з логічним блоком конфігурації.[джерело?]
Компанія Xilinx — не тільки творець FPGA, але і розробник серій CPLD (XC9500, CoolRunner, CoolRunner-II). Серед останніх розробок компанії — сімейство CoolRunner-II з архітектурою XPLA3. У порівнянні з CoolRunner досягнуто нижче енергоспоживання і висока швидкодія (застосована технологія FZP), реалізовані можливості підтримки різних цифрових сигнальних стандартів вводу/виводу. Остання[коли?] версія інтегрованого програмного забезпечення (ПЗ) дозволяє підвищити швидкодію останніх моделей ПЛІС до 400 МГц і забезпечити ефективне конструювання на кристалі меншої площі. Зниження виробничої вартості може досягати 60 %.
Крім компаній-виробників ПЛІС багато сторонніх фірм розробників інтегральних схем беруть участь у створенні САПР. Компанія Mentor Graphics поставляє сімейство засобів синтезу — Precision Synthesis. Цей продукт є частиною комплексного маршруту проектування ПЛІС, включаючи створення, верифікацію та інтеграцію проекту, в тому числі з використанням IP-cores. Інструментальний комплект SET — StartenKit (розробка Scan Engeneering Telecom) використовується для аналогічних цілей, а також розробки прототипів вбудовуваних мікропроцесорних систем, але вже для FPGA фірми Xilinx. Для налагодження ПЗ SoC може використовуватися JTAG-емулятор WindPower ICE (розробка Wind River Systems). Через WindPower ICE можна завантажувати FPGA та програмувати CPLD. Відомо, що надійні[джерело?] та повні інтелектуальні рішення IP (Intellectual Property) пропонуються самими фірмами-розробниками. У виданому компанією Xilinx журналі для користувачів Xilinx IP Selection Guide для ряду областей застосування публікуються переліки сотень IP-рішень. Деякі сфери застосування ПЛІС компанії:
- Комунікації та мережі (підтримка дуплексного режиму 1 Гбіт Ethernet — Virtex-II; підтримка режиму 10/100 Мбіт Ethernet-Virtex-II, Spartan-II; декодер Ріда-Соломона для цифрового TV, кабельних модемів, бездротових мереж — серії Virtex, Spartan).и
- ЦГЗ (перетворення Фур'є — серія Virtex; регістр зсуву з лінійним зворотним зв'язком для виправлення помилок в системах передачі даних — серії Virtex, Spartan).
- Математичні функції (суматор, віднімальник — серії Virtex, Spartan; дільник в режимі з рухомою комою для DSP-програм — серії Virtex, Spartan-II).
- Пам'ять і її компоненти (асоціативна пам'ять — серії Virtex, Spartan).

Радіаційно-стійкі FPGA серії Virtex успішно використовуються в «головному мозку» всюдихода Opportunity MER на Марсі (січень 2004 року), контролюючи колісні двигуни, керування і різні контрольно-вимірювальні прилади.
ПЛІС Zynq UltraScale+RFSoCs компанії Xilinx налічують до 16 швидкодійних АЦП і ЦАП, інтегрованих до їх структури.

### Altera
| Текст вилучений зі статті через підозру в порушенні авторських прав |
| Текст, який раніше перебував на цій сторінці, запідозрений у порушенні авторських прав через те, що є дослівним перекладом з таких джерел: https://kit-e.ru/fpga/sostoyanie-rynka-i-rasshirenie-sfery-primeneniya-plis Тому, хто поставив цей шаблон: на сторінку обговорення користувача, який розмістив цю статтю, чи додав текст з порушенням авторського права, варто додати повідомлення {{subst:Nothanks tr\|ПЛІС\|url=https://kit-e.ru/fpga/sostoyanie-rynka-i-rasshirenie-sfery-primeneniya-plis }} --~~~~. |
| До уваги користувача, який розмістив цю статтю Не редагуйте статтю зараз, навіть якщо ви збираєтеся її переписати. Додержуйтеся вказівок нижче. - Якщо власник авторських прав на зазначений вище матеріал дозволяє використати його на умовах GNU FDL без незмінюваних секцій та Creative Commons із зазначенням автора / розповсюдження на тих самих умовах, будь ласка, сповістіть про це на сторінці обговорення цієї статті. - Якщо правовласником є ви, додайте на зазначеному вище ресурсі примітку: «This article is licensed under the Creative Commons Attribution-ShareAlike license». - Якщо дозволу на використання цього матеріалу нема, будь ласка, зробіть одне з двох: 1. Напишіть хоча б гарний накид статті на цій підсторінці. Зверніть увагу: не треба копіювати текст, що порушує авторські права, на зазначену підсторінку й редагувати його. Якщо ви взялися за написання нової статті, не забудьте сповістити про це на сторінці обговорення. 2. Залиште все як є, і тоді стаття буде вилучена. У випадку, якщо новий текст написаний не буде, ця стаття буде вилучена через тиждень після появи цього попередження. (Детальніше див. документацію шаблону.) Вихідний текст цієї статті з можливим порушенням копірайту можна знайти в історії змін. Зверніть увагу, що розміщення у Вікіпедії матеріалів, включаючи дослівний переклад, автор яких не надав явного дозволу на їхнє використання відповідно до ліцензії GNU FDL без незмінюваних секцій та Creative Commons із зазначенням автора / розповсюдження на тих самих умовах, може бути порушенням законів про авторське право. Користувачі, які додають до Вікіпедії такі матеріали, можуть бути тимчасово позбавлені права редагувати статті. Незважаючи ні на що, ми завжди раді вашим оригінальним статтям. Дякуємо. |

### Microsemi
Компанія Microsemi Corporation купила в листопаді 2010 р. фірму Actel — третього в світі за об'ємами продажу виробника FPGA ($150 млн в 2003 році) після Xilinx і Altera (www.microsemi.com, www.actel.com).
Компанія Actel була заснована в 1985 році.
Компанія пропонує мікросхеми:
- перепрограмувальні по Flash-технології (сімейства ProASIC, ProASICPLUS, HiReProASICPLUS);
- одноразово програмовані по Antifuse-технології (сімейства Axcelerator, eX, SX/SX-A, MX, Legocy Products, HiRelAntifuse);
- одноразово програмовані радіаційностійкі.

На відміну від продуктів інших компаній, ПЛІС Microsemi мають елементи Flash-пам'яті, розподілені по всій площі кристала, які одночасно є ключами, які задають конфігурацію. З останніх розробок FPGA — незалежне сімейство ProASICPLUS. Архітектура мікросхеми складається з ядра, ланцюгів маршрутизації, блоків вбудованої пам'яті, блоків обробки синхрочастоти, блоків I/O, порту JTAG. Підтримується ПО Designer компанії Microsemi. У ProASICPLUS при зіставленні з FPGA інших компаній з однаковою кількістю вентилів — кількість виводів більша. Основна властивість мікросхеми, що дозволяє істотно розширити сферу їх застосування — це радіаційна стійкість з накопиченою дозою не менше 200 Крад. З першого кварталу 2004 року компанія випускає зразки нової швидкодіючої серії Military Axcelerator, атестованих на повний військовий діапазон. Схеми забезпечують внутрішню швидкодію 500 МГц, швидкість передачі даних між кристалами 300 МГц і містять від 30 тис. до 250 тис. вентильних елементів. Реалізуються в пластмасових або керамічних корпусах (температурний діапазон: −55 … +125 °С). Вихідна ціна — $770.
Для налагодження проектів на ПЛІС з Flash-технологією використовується Modelism фірми Mentor Graphics, а для ПЛІС з Antifuse-технологією — безкоштовні засоби розробки Libero IDE Silver. Продукція компанії призначена в першу чергу для військових і космічних програм. Проте останнім часом розширюється сфера застосування розробок для індустріального (атомна промисловість), телекомунікаційного (модеми, роутери, маршрутизатори), медичного (діагностичне обладнання), систем захисту даних (криптографія), ігрового та іншого обладнання. Компанія пропонує такі сімейства IP-ядер:
- інтерфейсні шини;
- передача даних;
- процесори і периферійні пристрої;
- безпека;
- контролери пам'яті;
- мультимедіа і корекція помилок.

Наприклад, IP-ядра:
- Комунікації та мережі (кодер / декодер-Axcelerator, SX-A/SX; підтримка режиму 10/100/1000 в Ethernet-комутатори, концентратори, маршрутизатори-Axcelerator, ProASICPLUS).
- Процесори (8-розрядне мікропроцесорне ядро Zilog Z80 фірми CAST-Axcelerator, ProASICPLUS, SX-A/SX, RTSX-S; 8-розрядний мікропроцесор 6809 фірми Inicore — Axcelerator, ProASICPLUS, ProASIC, SX-A/SX, MX; LCD-контролер фірми Inicore — Axcelerator, SX-A/SX, MX; контролери пам'яті SDR SDRAM фірми Morethan / P — Axcelerator, ProASICPLUS, RT545-S).

### Atmel
Компанія Atmel заснована 1984 року. Компанія відома розробкою, виробництвом і маркетингом просунутих напівпровідникових приладів, у тому числі ПЛІС CPLD і FPGA. Atmel випускає програмовані SoC серії АТ94К, що включає RISC-мікроконтролер AVR, ПЛІС, схему управління, пам'ять і пристрої вводу-виводу. Такий рівень інтеграції успішно використовується в портативному і бездротовому устаткуванні: персональних цифрових помічників і їх периферійних пристроях, допоміжному обладнанні стільникових телефонів, глобальних системах позиціонування, портативному тестовому обладнанні, пристроях роздрібної торгівлі, системах безпеки, бездротових мережах. У новій платформі AT91RM9200 (2003 рік) використовується процесор ARM920T, стандартна матриця, що складається з периферійних пристроїв пам'яті. Таке рішення дозволяє замінювати процесори для ЦГЗ. Atmel або замовник IP-модуля може додати ПЛІС FPGA, наприклад Virtex-II від Xilinx. При завантаженні FPGA компанія Atmel використовує мікросхеми пам'яті серії АТ17СХХХ, побудовані по Flash-технології. Для проектування можна використовувати продукти Synario, ABEL і CUPL.